# 도쿠가와 십육신장
도쿠가와 십육신장(일본어: 徳川十六神将 とくがわじゅうろくしんしょう[*])은 도쿠가와 이에야스를 섬기며, 에도 막부 창업에 공을 세운 16명의 무장을 현창한 호칭이다. 에도 시대에는 이에야스와 16신장의 모습을 그린 도상이 토쇼구 신앙에서 선호되었다.

## 개요
근세에는 불교 회화의 집합 도상을 본떠, 센고쿠 다이묘가의 공양이나 현창을 목적으로 한 집단 초상화가 제작되고 있다. 16개의 숫자가 선택된 이유는 분명하지 않지만, 16개의 이름은 (현겁) 16존, 16선신, 16나한, 16선신, 16개 신사 등의 종교, 특히 불교에서 많이 사용된다.
근세에는 필두의 사카이 타다츠구, 혼다 타다카츠, 사카키바라 야스마사, 이이 나오마사 등 이 4명을 특히 "도쿠가와 사천왕"이라 부르는 경우도 있으므로, 토쇼 다이곤겐의 신호를 가진 이에야스를 부처 (권현)으로 보고, 불교의 사천왕ㆍ12신장의 숫자를 합해 "16신장"이라 했을 것이다.
여기에 12명의 공신을 더한 호칭으로 도쿠가와 이십팔장이라 부르며, 이 28명은 닛코 토쇼구에 배사되어있다. 인선의 기준은 알 수 없으나, 대부분은 미카와 시기부터때의 가신으로, 영토 확장기에 이에야스와 함께 전장에서 활약한 무공파 무장들이다. 이로써, 세상이 안정되고 사료파 가신이 대두되는 가운데, 창업기의 고통과 활약을 후세에 전하기 위해 선택된 것으로 보인다.

## 해당자
- 도쿠가와 사천왕
  - 사카이 타다츠구 (1527년 - 1596년)
  - 혼다 타다카츠 (1548년 - 1610년)
  - 사카키바라 야스마사 (1548년 - 1606년)
  - 이이 나오마사 (1561년 - 1602년)
- 요네키츠 츠네하루 (1524년 - 1612년)
- 타카기 키요히데 (1526년 - 1610년)
- 나이토 마사나리 (1528년 - 1602년)
- 오오쿠보 타다요 (1532년 - 1594년)
- 오오쿠보 타다스케 (1537년 - 1613년)
- 하치야 사다츠구 (1539년 - 1564년) 또는 우에무라 이에사다 (1541년 - 1577년)
- 토리이 모토타다 (1539년 - 1600년)
- 토리이 타다히로 (? - 1573년)
- 와타나베 모리츠나 (1542년 - 1620년)
- 히라이와 치카요시 (1542년 - 1611년)
- 핫토리 마사나리 (1542년 - 1596년)
- 마츠다이라 야스타다 (1545년 - 1618년) 또는 마츠다이라 이에타다 (1555년 - 1600년)

## 도쿠가와 이십사장에 들어가는 무장
- 오오스가 야스타카 (1527년 - 1589년)
- 이타쿠라 카츠시게 (1545년 - 1624년)
- 토다 타다츠구 (1531년 - 1597년)
- 미즈노 타다시게 (1541년 - 1600년)
- 아츠미 카츠요시 (1557년 - 1616년)
- 안도 나오츠구 (1555년 - 1635년)
- 사카이 시게타다 (1549년 - 1617년)
- 마츠다이라 사다카츠 (1560년 - 1624년)
- 혼다 토시마사 (생몰년 미상)

## 참고문헌
- 奥出賢治 「徳川十六将図再考」『名古屋市博物館研究紀要』 제 25호, 2002년 3월 31일, pp.1-21

## 같이 보기
- 다케다 이십사장
- 도쿠가와 이십팔신장
- 구로다 이십사기